# Cratere Ajleke
Ajleke è un cratere sulla superficie di Callisto.